# Berghülen
Berghülen település Németországban, azon belül Baden-Württembergben. Lakosainak száma 2144 fő (2023. december 31.).

## Népesség
A település népessége az elmúlt években az alábbi módon változott:
| Lakosok száma | 1347 | 1428 | 1556 | 1644 | 1709 | 1889 | 1967 | 1960 | 1917 | 2144 |
|               | 1961 | 1967 | 1974 | 1980 | 1987 | 1993 | 2000 | 2006 | 2013 | 2023 |